# Bomolocha lyrcursalis
Bomolocha lyrcursalis là một loài bướm đêm trong họ Noctuidae.